# شمس الدين محمد
شَمسُ الدِّينِ مُحَمَّدُ بْنُ الحَسَنْ (قبل 1256 – ق. 1310)؛ هو الإمام الثامن والعشرون للطائفة الإسماعيلية النزارية، لا يُعرف سوى القليل عن حياته كان أول إمام يحكم بعد تدمير الدولة النزارية على يد المغول سنة 1256، وقضى معظم حياته متخفيًا.
انقسم خط الخلافة بعد وفاته إلى قسمين: الخط الأول هو خط قاسم شاه، الذي بقي حتى يومنا هذا في عهد الآغا خان، وخط محمد شاه أو المؤمني الذي انقرض في مطلع القرن التاسع عشر.

## حياته
كانت حياته غامضة إذ لم يتم تسجيل سوى القليل من التفاصيل عنه، وهو الابن الأصغر لركن الدين خورشاه  آخر حكام قلعة ألموت مركز الدولة الإسماعيلية النزارية حتى استولت عليها الإمبراطورية المغولية في نوفمبر 1256، يسجل التقليد النزاري أنه تم تعيينه وريثاً من قبل والده، وتم نقله إلى بر الأمان في الأشهر الأخيرة قبل حصار المغول لآلموت واستسلام والده، تم إعدام بقية أفراد عائلته على يد المغول وبقي شمس الدين الناجي الوحيد، ومع إعدام والده في أواخر ربيع عام 1257 خلفه شمس الدين تلقائيًا كإمام.
قضى بقية حياته في أذربيجان بـ تبريز أو حولها. لقد أبقى هويته مخفية وبدلاً من ذلك اتخذ شكل الصوفي (وهي ممارسة شائعة بين النزاريين في ذلك الوقت) والمطرز، ومن هنا كان يُعرف تقليدياً بلقب زردوز. في التقليد النزار، يتم الخلط أحياناً بين شمس الدين والصوفي السابق شمس التبريزي (1185–1248).
أدى سقوط ألموت إلى حرمان الحركة النزارية الواسعة الانتشار من مركزها، لكن يبدو أن شمس الدين أقام اتصالات مع بعض الجماعات النزارية على الأقل، في كتابه سفرنامه يلمح الشاعر الإسماعيلي المعاصر نزاري القهستاني إلى أنه رآه شخصياً عام 1280، ويطلق عليه اسمي شمس الدين شاه نمروز علي وشاه شمس. خلال إمامته، تمكن المجتمع النزاري من إعادة تجميع صفوفه في رودبار في شمال فارس، بل وأعاد احتلال ألموت مؤقتًا، لكن النزاريين السوريين سقطوا تحت سيطرة سلطنة المماليك.

## وفاته ونزاعات الخلافة
توفي شمس الدين ق. 1310، مما أدى إلى افتتاح فترة غامضة في التاريخ النزاري استمرت حتى أواخر القرن الخامس عشر. يُعرف أئمة ذلك الوقت بأنهم أقل بقليل من الأسماء في قوائم الخلافة التي يعود تاريخها إلى فترات لاحقة، مع القليل من التواريخ الموثوقة أو المعلومات حول حياتهم، ولكن من المعروف أنه بعد وفاة شمس الدين، تنازع ابنه الأكبر علاء الدين مؤمن شاه على الخلافة مع أخيه الأصغر قاسم شاه، أدى هذا إلى تقسيم الإمامة النزارية إلى خطين متنافسين: خط قاسم شاه، وخط المؤمني أو محمد شاه، على الرغم من أن الانقسام نفسه لم يُذكر تقريبًا في الأدب النزاري، ولم يقدم الابن الأوسط كيا شاه ادعاءً مماثلاً.
خط المؤمني الذي كان في الأصل الأكثر بروزًا بين الاثنين، بعد يتلاشى مع أواخر القرن الثامن عشر وتضاءل اليوم إلى بضعة آلاف من الأتباع في سوريا، بينما انتهى خط قاسم شاه بتمثيل معظم الإسماعيليين الحديثين، والذين يقودهم اليوم الآغا خان.